# Perovo
Perovo – wieś w Słowenii, w gminie Ribnica. W 2018 roku liczyła 10 mieszkańców.